# Christiaan Huygens (senior)
Christiaan Huygens (Ter Heide bij Breda, 22 april 1551 - 1624) was secretaris van Willem van Oranje en van Frederik Hendrik. Hij was de eerste Huygens in dienst van het Huis van Oranje-Nassau.
Toen hij geboren werd was zijn vader al overleden; zijn moeder overleed toen hij vijf jaar was.
Hij werd op 27-jarige leeftijd een van de vier secretarissen van Willem van Oranje. Na de moord op Willem van Oranje bleef hij in dienst als secretaris van diens opvolgers en de Raad van State. Ook zijn zoon Constantijn en zijn kleinzoon Constantijn jr. volgden hem op in dezelfde functie.
Op 15 augustus 1592 trouwde hij met de 30-jarige Susanna Hoefnagel. Ze kregen vier dochters, waaronder Geertruid en Constantia, en twee zonen: Maurits in 1595 en Constantijn op 4 september 1596.
Christiaan en Susanna gaven hun kinderen een bijzondere opvoeding. Via allerlei kinderspelletjes kregen ze les in muziek, zingen en dansen en ook het lezen en schrijven en vreemde talen leren zij spelenderwijs. Frans kregen ze onder de knie door gebeden op te zeggen en het spreken in het Frans leerden ze van gevluchte Franse hugenoten.
- Biografisch Portaal: 00817930
- Digitale Bibliotheek voor de Nederlandse Letteren: huyg010
- Gemeinsame Normdatei: 104229330
- International Standard Name Identifier: 0000 0000 5004 4045
- Library of Congress Control Number: nr93019096
- Nederlandse Thesaurus van Auteursnamen: 069855773
- RKD-Nederlands Instituut voor Kunstgeschiedenis: 435796
- Virtual International Authority File: 71826217
- WorldCat: E39PBJwX9jKHmg6b8m63t6Pmh3